# Gontran Gauthier
Pour les articles homonymes, voir Gauthier.
Gontran Gauthier, né le 30 octobre 1906 à La Couronne et mort le 1er novembre 1966 à Orléans, est un militaire français, Compagnon de la Libération. Marin déjà expérimenté au moment où débute la seconde guerre mondiale, il décide de se rallier à la France libre en 1940 et participe à la campagne de Norvège et à la bataille de l'Atlantique. Après la guerre, toujours marin, il participe à la guerre d'Indochine.

## Biographie

### Jeunesse et engagement
Gontran Gauthier naît le 30 octobre 1906 à La Couronne, en Charente, et vie une partie de son enfance à Orléans où il effectue ses études primaires. En 1924, il décide de s'engager dans la Marine et devient apprenti-électricien. En février 1938, il est affecté sur le sous-marin Rubis en tant que maître-électricien.

### Seconde Guerre mondiale
Toujours embarqué sur le Rubis au moment du déclenchement de la seconde guerre mondiale, il participe aux missions de mouillage de mines le long des côtes de Norvège. Après l'armistice du 22 juin 1940, sous l'impulsion de son commandant Georges Cabanier, Gontran Gauthier et la majeure partie de l'équipage décident de se rallier à la France libre. Le 31 juillet 1940, il est affecté sur l'aviso Commandant Dominé à bord duquel il participe à l'expédition de Dakar en septembre suivant. Promu premier-maître en octobre 1940 puis maître-principal le mois suivant, il participe aux à la défense des convois alliés dans le cadre de la bataille de l'Atlantique. Affecté temporairement à l'état-major des forces navales françaises libres de mai à août 1941, il part ensuite pour la Nouvelle-Calédonie où il sert à l'état-major de la flotte de Nouméa jusqu'en octobre 1942. Promu officier des équipages de 2e classe, il est muté dans la flotte de Tahiti où il termine la guerre avec le grade d'officier des équipages de 1re classe.

### Après-Guerre
Restant dans la marine après le conflit, Gontran Gauthier est affecté sur le porte-avion Dixmude de 1948 à 1950. Il participe ensuite à la guerre d'Indochine jusqu'en 1953. Il exerce ensuite comme électricien dans des dépôts de la marine à Paris de 1954 à 1957, à Hourtin de 1957 à 1958, à nouveau à Paris de 1958 à 1959 puis à Cherbourg où il termine sa carrière militaire en 1962 avec le grade d'officier principal des équipages.
Gontran Gauthier meurt le 1er novembre 1966 à Orléans où il est inhumé au grand cimetière.

## Décorations
|  |  |  |
|  |  |  |

| Officier de la Légion d'honneur | Officier de la Légion d'honneur | Officier de la Légion d'honneur | Compagnon de la Libération Par décret du 1er février 1941 | Compagnon de la Libération Par décret du 1er février 1941 | Compagnon de la Libération Par décret du 1er février 1941 | Médaille militaire                                       | Médaille militaire                                       | Médaille militaire                                       |
| Croix de guerre 1939-1945       | Croix de guerre 1939-1945       | Croix de guerre 1939-1945       | Distinguished Service Medal (Royaume-Uni)                 | Distinguished Service Medal (Royaume-Uni)                 | Distinguished Service Medal (Royaume-Uni)                 | Médaille commémorative de la défense 1940-1945 (Norvège) | Médaille commémorative de la défense 1940-1945 (Norvège) | Médaille commémorative de la défense 1940-1945 (Norvège) |